# François de Mailly
Pour les articles homonymes, voir Mailly et Nesle (homonymie).
François de Mailly-Nesle (4 mars 1658 - 13 septembre 1721) fut archevêque d'Arles (1697-1710) puis archevêque-duc de Reims (1710-1721), pair de France et cardinal (1719).

## Biographie

### Jeunesse
François de Mailly-Nesle est né à Paris le 4 mars 1658 d’une ancienne et illustre famille de Picardie. Il est le 3e fils de Louis-Charles, marquis de Nesle, baron de Mailly, et de Jeanne de Monchy, ainsi que le frère de Victor-Augustin de Mailly-Nesle. Licencié en théologie et docteur en droit (Paris - la Sorbonne), il se présente comme un défenseur ardent des doctrines romaines (ultramontain) et un combattant pugnace du Jansénisme.

### Archevêque d’Arles
Nommé archevêque d’Arles la 24 décembre 1697, il reçut ses bulles le 7 avril 1698 et fit son entrée pontificale dans la cité le 7 octobre suivant. Il occupe ce poste jusqu'en 1710.
On connaît un certain nombre de visites pastorales qu’il effectue dans ce diocèse : en mai 1703, à Martigues; en 1709, aux Saintes-Maries-de-la-Mer, où il fait procéder à l’ouverture des chasses renfermant les reliques de Marie Salomé et Marie Jacobé. Il développe également les lieux de culte. Le lundi de Pâques 1703, il pose la première pierre des nouveaux bâtiments conventuels de l'abbaye de Montmajour et en 1708 il consacre l’église Saint-Pierre de Trinquetaille située sur la rive droite du Rhône en face d’Arles.
Il existe un portrait de Mailly, archevêque d'Arles, réalisé en 1705 par le peintre Hyacinthe Rigaud.

### Archevêque de Reims
Le 12 juillet 1710, il est nommé archevêque de Reims (confirmé le 1er décembre), où il succède à Le Tellier et prend possession de son nouvel archevêché en 1711. Très rapidement, il entre en conflit avec ses clercs plutôt acquis au Jansénisme et avec l’université. D’après les Jansénistes, il aurait fait le choix des jésuites « pour détruire tout le bien fait par son prédécesseur ». Pour ses partisans, il est intelligent, érudit et dévoué à la défense de la vérité. En réalité, il est plus homme de combat que de conciliation.
Par un mandement du 17 avril 1714, François de Mailly publie à Reims la bulle Unigenitus qui condamne le jansénisme. Toutefois, dès 1715 à la mort de Louis XIV (1er septembre 1715), le jansénisme relève la tête et pendant cinq ans l’autorité archiépiscopale sera souvent bafouée. Un retour de balancier se produit néanmoins en 1720 avec la déclaration royale du 4 août qui met fin officiellement au jansénisme par l’acceptation de la bulle papale. Dès lors, l’archevêque revient en grâce. S'il a reçu en 1719 (29 novembre) le titre de Cardinal, il doit en effet attendre 1720 pour en revêtir les insignes des mains mêmes de Louis XV. Cette même année, il est nommé abbé commendataire de Saint-Étienne de Caen.

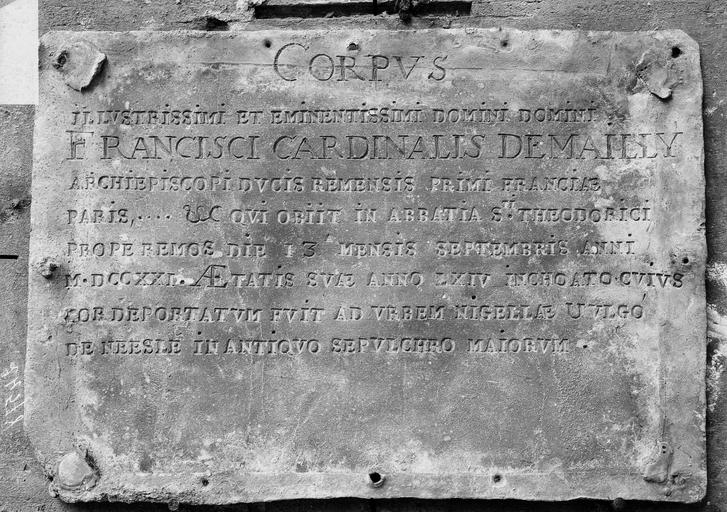
Plaque mortuaire dans la cathédrale de Reims.

Mais la résistance à Reims reste encore très forte et ne sera réduite que par ses successeurs. En effet, François de Mailly ne jouit pas longtemps de sa nouvelle dignité : il meurt le 13 septembre 1721, à l’âge de 63 ans, dans son Abbaye Saint-Thierry après s'être rappelé une dernière fois (en juillet 1721) à ses premiers diocésains d'Arles éprouvés par la peste à qui il adresse des secours sous forme d’une aumône de 10 500 livres. Il est enterré dans la cathédrale de Reims, près des marches du chœur, du côté des fonts baptismaux. Son cœur est porté à Nesle dans le tombeau de ses ancêtres.

## Lignée épiscopale
1. S.É. François de Mailly-Nesle (1698)
2. S.É. Toussaint de Forbin-Janson (1656)
3. Raphaël de Bologne ;

Il fut le principal consécrateur de
1. l'archevêque Jean-Joseph Languet de Gergy, évêque de Soissons (1715)

## Armoiries

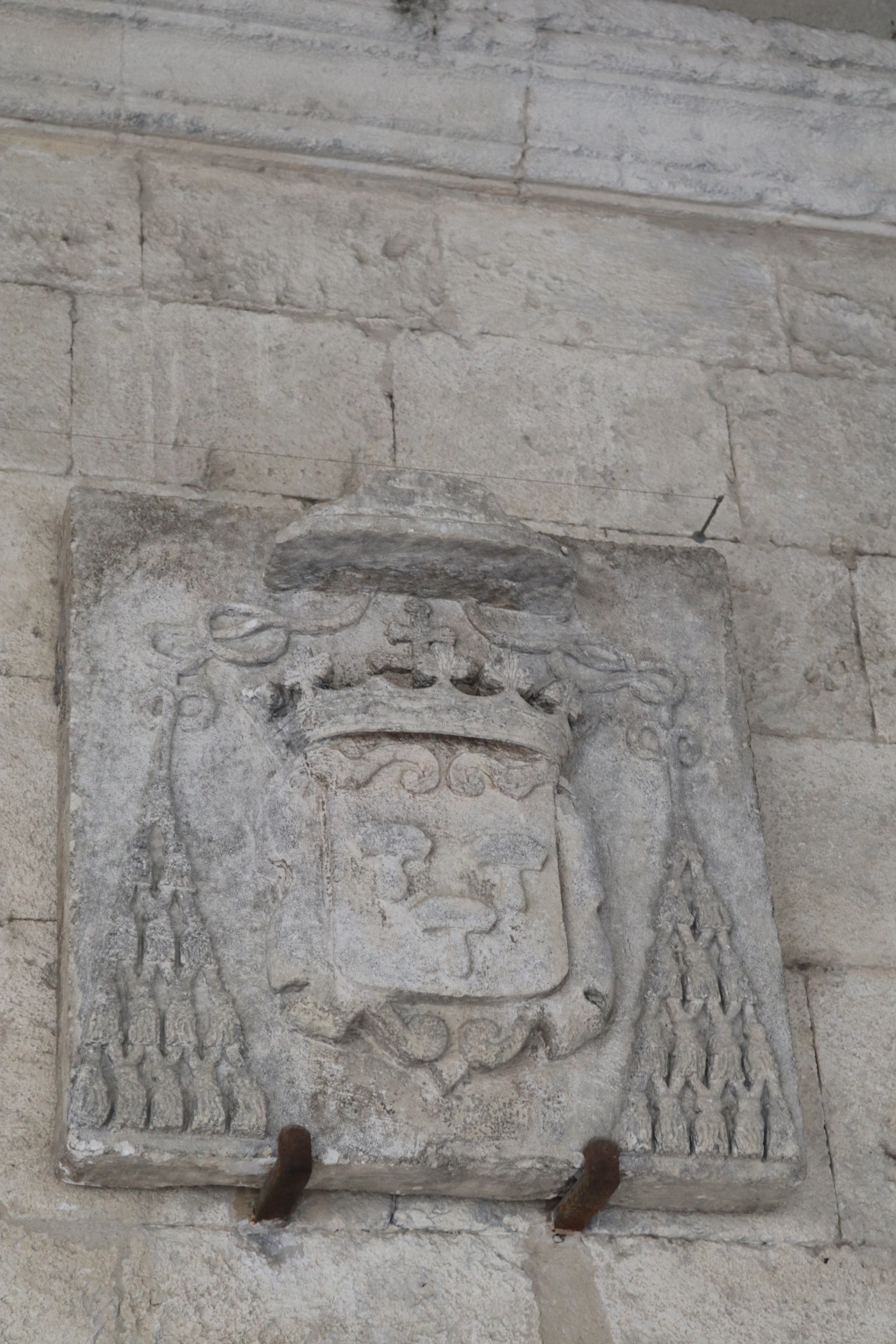
Les armoiries de l'archevêque dans le cloître de Saint-Trophime.

D'or, à trois maillets de sinople,.